# Dd (Unix)
A dd parancs egy fájlt másol (alapértelmezés szerint a standard bemenetről a standard kimenetre) a felhasználó által választható blokkmérettel, miközben (opcionálisan) konverziókat hajt végre rajta. 

## Használata
A parancs általános alakja:
dd [--help] [--version] [if=file] [of=file] [ibs=bytes] [obs=bytes] [bs=bytes] [cbs=bytes] [skip=blocks] [seek=blocks] [count=blocks] [conv={ascii,ebcdic,ibm,block,unblock,lcase,ucase,swab,noerror,notrunc, sync}] 

## Opciók
Az opciókban előforduló számok után egy szorzó állhat:
b=512, c=1, k=1024, w=2, xm=number m
- --help

Használati útmutatót nyomtat a standard kimenetre és sikerrel lép ki. 
- --version

A programváltozatról szóló információt nyomtat a standard kimenetre és kilép. 
- if=file

A file -ból olvas a standard bemenet helyett. 
- of=file

A file -ba ír a standard kimenet helyett. Amennyiben conv=notrunc nincs megadva, csonkolja file -t a seek= opcióval megadott méretre. 
- ibs=bytes

Egyszerre bytes bájtot olvas. 
- obs=bytes

Egyszerre bytes bájtot ír. 
- bs=bytes

Egyszerre bytes bájtot olvas és ír. Felülbírálja ibs és obs értékét. 
- cbs=bytes

Egyszerre bytes bájtot konvertál. 
- skip=blocks

Átugrik blocks darab ibs-méretű blokkot a bemenet kezdetén. 
- seek=blocks

Átugrik blocks darab obs-méretű blokkot a kimenet kezdetén. 
- count=blocks

Csak blocks darab, ibs-méretű bemeneti blokkot másol. 
- conv=conversion[,conversion...]

## Működése
A fájlt a conversion argumentum által meghatározott módon konvertálja.
Konverziók:
- ascii

EBCDIC-ről ASCII-ra. 
- ebcdic

ASCII-ról EBCDIC-re. 
- ibm

ASCII-ról `alternate EBCDIC'-re. 
- block

Az újsor-jelek által határolt rekordokat cbs méretűre egészíti ki az újsor-jeleket sorvégi szóközzel helyettesítve. 
- unblock

A cbs-méretű blokkok sorvégi szóközeit újsor-jellel helyettesíti. 
- lcase

A nagybetűs karaktereket kisbetűsre cseréli. 
- ucase

A kisbetűs karaktereket nagybetűsre cseréli. 
- swab

A bemenet bájt-párjait felcseréli. A Unix dd-vel ellentétben akkor is működik, ha páratlan számú bájt került beolvasásra. Ilyenkor az utolsó bájt egyszerűen átmásolódik a kimenetre. 
- noerror

Folytatja a feldolgozást bemeneti hibaüzenetek esetén is. 
- notrunc

Nem csonkolja a kimeneti fájlt. 
- sync

Minden bemeneti blokkot követő NUL-okkal feltölt ibs méretre. 